# Малювальник 2: Руки, які бачать
Малювальник 2: Руки, які бачать (англ. Sketch Artist II: Hands That See) — американський трилер 1995 року, продовження фільму «Малювальник».

## Сюжет
Художник Джек Вітфілд дізнається про серійного вбивцю, якого не можуть зупинити, тому що той не залишає ні кого в живих. Єдина жертва що лишилася живою є сліпа жінка Еммі О'Коннор. Це завдання здається дуже важким, ще й тому, що вбивця навіть ризикуючи життям, намагається убити Еммі.

## У ролях
- Джефф Фейгі — Джек
- Кортні Кокс — Еммі
- Майкл Ніколозі — Ротко
- Джонатан Сілверман — Гленн
- Майкл Біч — Джордж
- Скотт Баркхолдер — Зіп
- Джон Проскі — Шерман Бочс
- Роббі Т. Робінсон — суддя
- Гленн Моршауер — Білл Ломан
- Пол Айдінґ — Сідней Берроуз
- Лін Шей — Бонні
- Джеймс Толкан — Тонеллі
- Стівен Раппапорт — Бреді Маллінс
- Сінді Кац — Джина Папамайкл
- Аарон Севілль — Еллісон
- Ченнон Роу — серфер 1
- Стів Мессіна — серфер 2
- Сюзанн Гапп — Шейла
- Тревор Ст. Джон — хлопець
- Каела Ґрін — дівчина
- Деніз Доус — диспетчер
- Адам Дрешер — охоронець
- Маркос А. Ферраез — Мейберрі
- Майкл Голден — Рівас
- Чак Еронберг — детектив
- Лейлані Сарелл — Вікі Розенталь
- Брайон Джеймс — Ларрі Вокер
- Бен Слек — Урбанович
- Вілл МакАллістер — власник магазину
- Домінік Дженнінґс — Тодд
- Джулі Араског — Бетті Оутс